# Utsikt från Dosseringen vid Sortedamssøen mot Nørrebro
Utsikt från Dosseringen vid Sortedamssøen mot Nørrebro (danska: Udsigt fra Dosseringen ved Sortedamssøen mod Nørrebro) är en oljemålning från 1838 av den danske konstnären Christen Købke. Målningen tillhör Statens Museum for Kunst i Köpenhamn sedan 1839 och är ett av den danska guldålderns främsta verk.
Købke flyttade med sina föräldrar till Østerbro 1833, då ett lantligt ytterområde till Köpenhamn. Här tillkom flera av Købkes främsta målningar, till exempel Höstmorgon vid Sortedamssøen (1838) och Østerbro i morgonljus (1836). 
Utsikt från Dosseringen vid Sortedamssøen mot Nørrebro visar två kvinnor på en brygga en stilla sommarafton. Sjön är Sortedams Sø, en av Københavns Indre Søer, och Dosseringen avser den lilla vägbank som gick utmed sjön. En roddbåt är på väg bort från bryggan. En stämningsfull scen som även tolkats politiskt. När målningen kom till var flaggan förbehållen kungahuset och flottan. Skisser som föregick den fullbordade målningen saknar Dannebrogen, och troligen fanns det ingen flagga på bryggan vid sjön. Flaggen är sannolikt ditmålad av Købke i syfte att uttrycka ett budskap, antingen om lojalitet med kungahuset, eller som tecken på sympati med de liberala och nationella rörelser som spridit sig. De senare ville göra flaggan till en symbol för folklig gemenskap. 

## Bilder

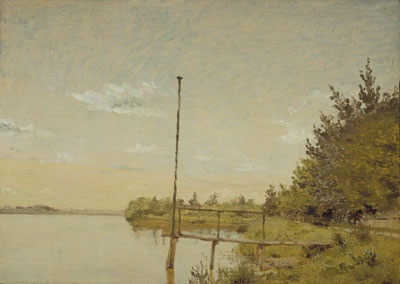
Skiss till ”Utsikt från Dosseringen vid Sortedamssøen mot Nørrebro” saknar danska flaggan i bildens mitt.
Dosseringen mot Østerbro (1836), Nationalmuseum.
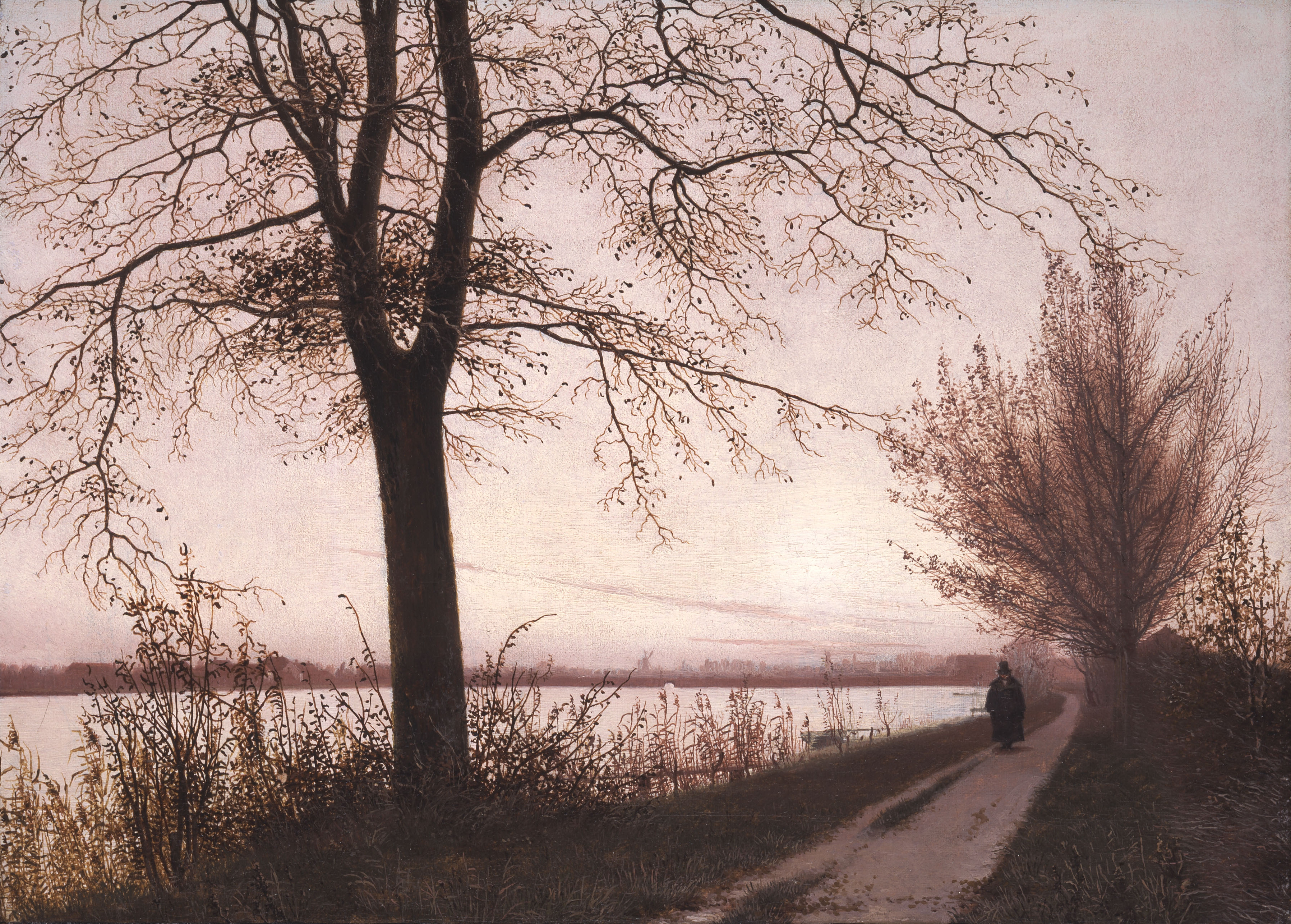
Höstmorgon vid Sortedamssøen (1838), Ny Carlsberg Glyptotek.
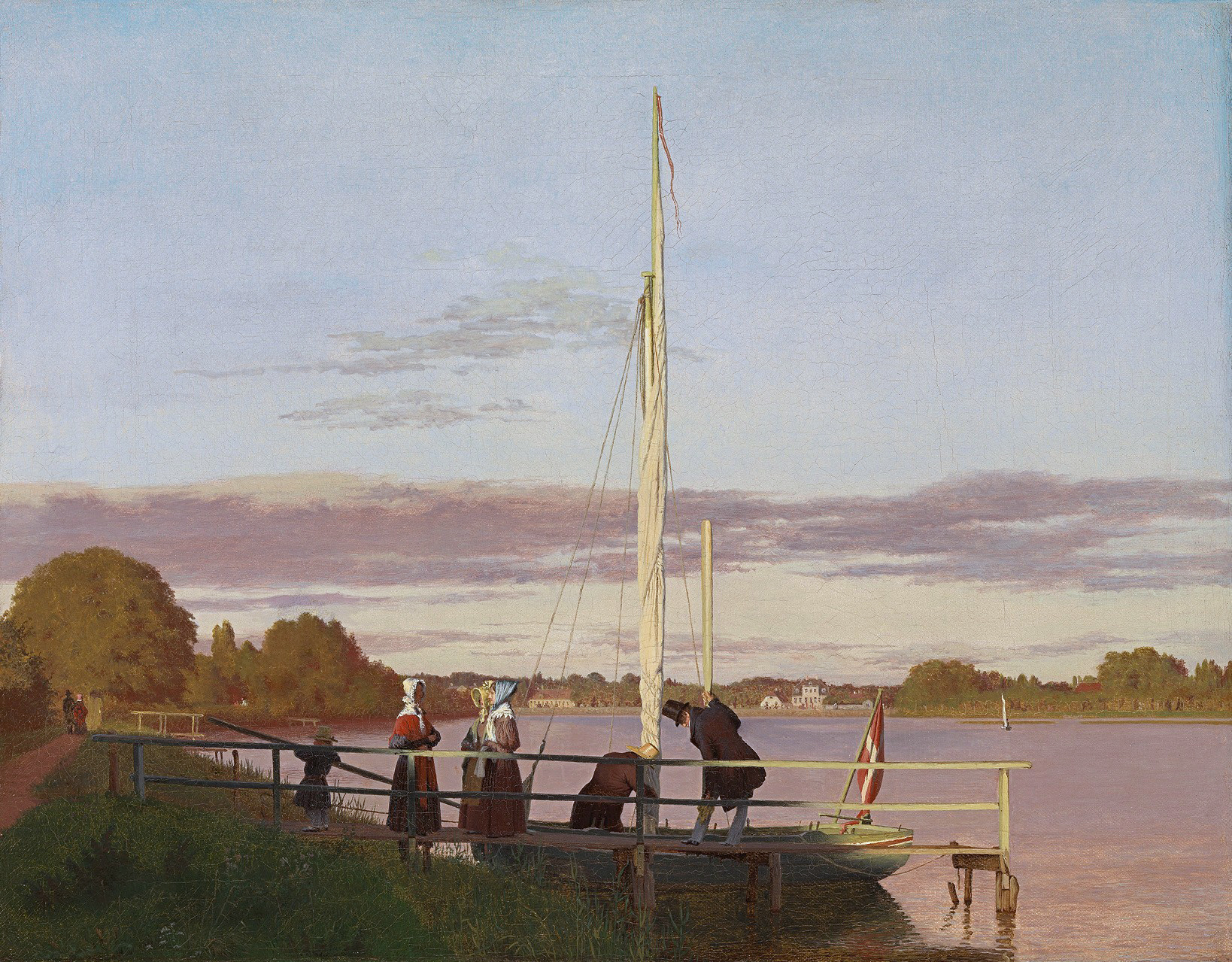
Utsikt mot Østerbro från Dosseringen (1838), Museum Oskar Reinhart am Stadtgarten i Schweiz.